# Караулбазар-сардоба
Караулбазар-сардоба — гидротехническое сооружение для сбора, хранения и использования пресной питьевой воды в городе Караулбазар. Памятник инженерного и архитектурного строительства Узбекистана.
Сардоба предназначена для обеспечения питьевой водой людей и животных, которые останавливались на торговом пути в Бухару в караван-сарае Караулбазар. Сооружение было важным пунктом на Великом шёлковом пути и обслуживало, главным образом торговые караваны.
Далее по степному пути к переправе Керки на реке Амударья сохранились несколько караван-сараев и сардоба эпохи Абдуллахана. Это Сангисулак-сардоба, Нишан-сардоба, сардоба близ селения Талимарджан, Юсуф-сардоба, Урасы-сардоба, сардоба Абдуллахана.
Позднее Караулбазар-сардоба являлась единственным источником пресной воды для жителей поселения, возникшего вокруг караван-сарая. После создания в городе артезианских скважин и регулярного водопровода потеряла своё значение.
Возведена в степи Уртачуль в глубокой и обширной впадине на глинистых грунтах рядом с караван-сараем Караулбазар. Сардоба часто именовалась «дворцом» благодаря своему изразцовому декору. Вход в сардобу отмечен выдвинутым далеко вперёд арочным порталом, от которого тянется коридором большое широкое дно резервуара. Над коридором же располагаются небольшие, с арочными окнами комнаты для обслуживающего персонала. Диаметр ёмкости сардоба 15,8 м, глубина 8,1 м. Высота купола, прорезанного девятью окнами, 6,35 м. Вода в Караулбазар-сардобу подводилась из русла реки Кашкадарья.
Нуждается в дальнейшем изучении, охране и реставрации как ценный памятник истории и культуры Средней Азии.